# 인간니역
인간니역(이탈리아어: Inganni)은 밀라노 지하철 1호선의 역이다. 지하에 위치한 역이며, 안젤로 인간니에서 이름을 따온 프란체스코 프리마티초 가 (Via Angelo Inganni)에 위치해 있다. 밀라노 코무네 내에 위치해 있는 역이기도 하다.

## 역사
정식 영업은 1975년 4월 18일부터 시작했다. 원래 이 역은 파가노-인간니 지선의 종착역이었다. 1992년 비셸리에 역이 문을 열기 전까지는 1호선의 종착역이었다.

## 시설
이 역에는 다음과 같은 시설이 있다.
- 에스컬레이터
- 승차권 자동 판매기
- 역 감시카메라
- 신문 가판대